# Сантьяго Бернабеу (стадіон)
«Еста́діо Сантья́го Бернабе́у», відоміший як «Сантья́го Бернабе́у» (ісп. Estadio Santiago Bernabéu) до 1955 року — «Нуе́во Чамарти́н» або просто «Чамартин» (ісп. Estadio Chamartín) — футбольний стадіон у Мадриді, другий за місткістю стадіон Іспанії, домашня арена футбольного клубу «Реал» Мадрид. 
Стадіон названий на честь президента клубу Сантьяго Бернабеу (на посаді 1943 — 1978 рр.). Відкритий 14 грудня 1947 року матчем «Реал» Мадрид—«Белененсеш» Лісабон, який закінчився перемогою господарів з рахунком 3:1. Стадіон приймав фінали чемпіонату Європи 1964 року, чемпіонату світу 1982 року, фінали єврокубків та численні фінали Кубка Іспанії. Має статус п'ятизіркового за шкалою УЄФА.

## Історія

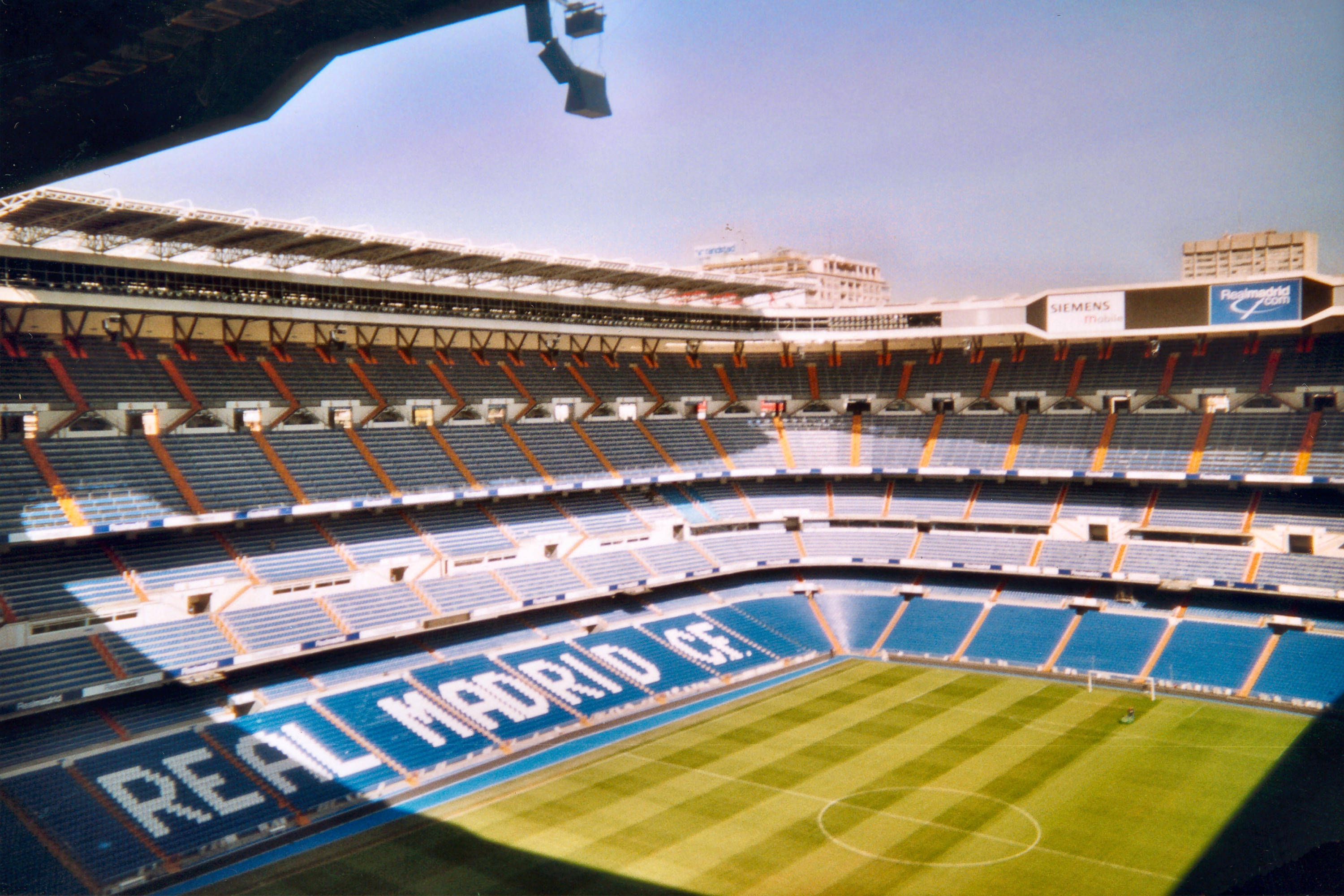
Інтер'єр стадіону.

У 1943 році посаду президента мадридського «Реалу» посів Сантьяго Бернабеу і відразу показав себе як людина, що повинна стати знаковою в історії клубу. На початку 1944-го він заявляє про будівництво нового стадіону: старий стадіон «Чамартин» сильно застарів, післявоєнний ремонт це не виправив і його місткість (30 000) не відповідала амбіціям президента. Один з найбільших банків Іспанії, «Банко Меркантіль е Індустріаль», після наведення численних доводів президента клубу виділяє кошти на реконструкцію стадіону, разом з цим у листопаді 1944 року клуб випускає 
облігації на суму в 10 мільйонів песет, потім проводить ще декілька випусків. Це дозволяє дуже швидко, вже 22 червня 1945 року, почати роботи з проектування та будівництва нового стадіону «Нуево Чамартин». 5 вересня проходить виставка макетів нового стадіону, вибір було зроблено на користь проекту архітектерів Мануеля Муньоса Монастеріо та Луїса Алемані Солера. 27 жовтня ц.р. (1944) Сантьяго Бернабеу заклав перший камінь у фундамент майбутнього стадіону.

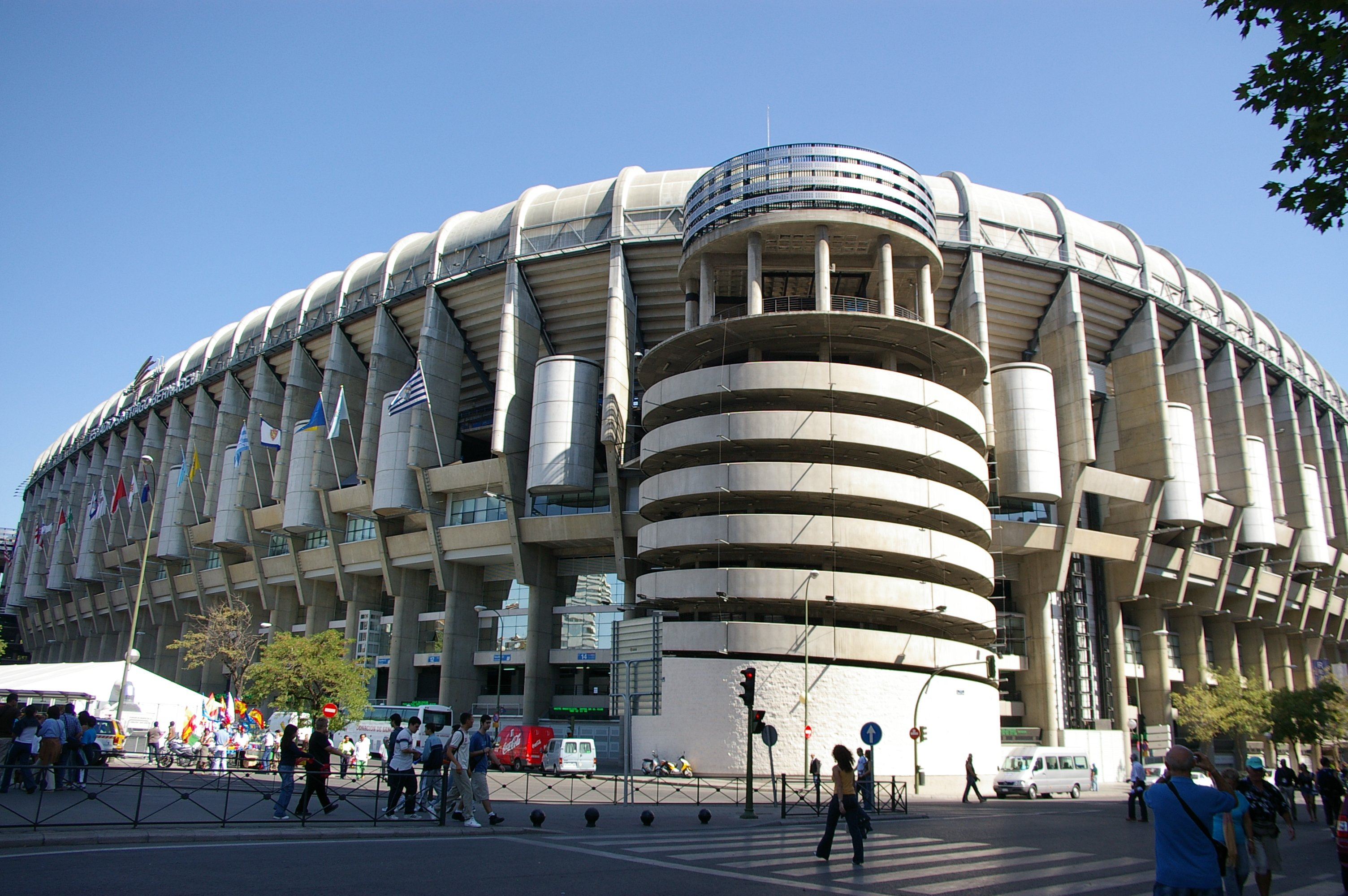
Зовнішній вигляд стадіону.

Через три роки (1947) 75-тисячний стадіон (27,5 тис. сидячих та 47,5 тис. стоячих місць) уже був збудований. У матчі-відкритті «Реал» обігрує португальський «Белененсеш» (3:1), перший гол на новому стадіоні забиває Сабіна Барінага. У першому календарному матчі «Нуево Чамартин» збирає 75 340 глядачів, які стають свідками впевненої перемоги над «Атлетиком» — 5:1, а прибуток від матчу склав півмільйона песет. Після цього, з 1948 року стадіон приймає 9 фіналів Кубку Іспанії поспіль, а протягом більше десяти років, з березня 1949 по жовтень 1959 року, є єдиною домашньою ареною для футбольної збірної Іспанії.
Але Бернабеу на цьому не зупиняється, його метою є побудова найбільшої футбольної арени в Європі, що мала вміщати 125 тис. глядачів. Будуються дві стоячі трибуни, які об'єднують перший і другий амфітеатри стадіону у кільце. 19 червня 1954 року роботи з добудови закінчені. Оновлений гігант у товариській зустрічі приймає «Атлетік» з Більбао. 125 тисяч глядачів розміщуються таким чином: 31 228 сидячих місць (7 149 під дахом), 93 772 стоячих місць (19 000 під дахом). 4 січня 1955 року на зборах акціонерів клубу вирішено змінити назву стадіону, Бернабеу пропонує декілька варіантів, але прийняте було одноголосне рішення назвати стадіон на честь президента — «Сантьяго Бернабеу».
Наступна реконструкція відбулась перед чемпіонатом світу 1982 року, фінал якого власне відбувся на «Сантьяго Бернабеу». На початку 90-х стадіон знову почали розширювати, але після вимоги УЄФА скасувати стоячі місця, його місткість впала до 75 тисяч.
Наприкінці 2003 року після побудови фасаду східної бокової трибуни, де розмістилися нові офісні приміщення, зал преси та VIP-ложі, стадіон отримує п'ятизірковий статус.

## Визначні матчі

### ЄВРО-1964
Фінальна частина другого чемпіонату Європи пройшла в Іспанії. Два матчі з чотирьох пройшли на «Сантьяго Бернабеу»: у півфіналі збірна Іспанії перемогла збірну Угорщини — 2:1, а у фіналі, з тим же рахунком,— діючих чемпіонів Європи, збірну СРСР.
| Дата           | Матч               | Рахунок    | Раунд      | Глядачі |
| -------------- | ------------------ | ---------- | ---------- | ------- |
| 17 червня 1964 | Іспанія — Угорщина | 2:1 (д.ч.) | 1/2 фіналу | 34 713  |
| 21 червня 1964 | Іспанія — СРСР     | 2:1        | Фінал      | 79 115  |

### Чемпіонат світу 1982 року
«Сантьяго Бернабеу» став головною ареною чемпіонату світу 1982 року, який приймала Іспанія. На ньому пройшли три матчі півфінальної групи «В», в якій грала і збірна Іспанії та фінал турніру — Італія—ФРН.
| Дата           | Матч             | Рахунок | Раунд                     | Глядачі |
| -------------- | ---------------- | ------- | ------------------------- | ------- |
| 29 червня 1982 | ФРН — Англія     | 0:0     | Матч півфінальної групи В | 75 000  |
| 2 липня 1982   | ФРН — Іспанія    | 2:1     | Матч півфінальної групи В | 90 089  |
| 5 липня 1982   | Іспанія — Англія | 0:0     | Матч півфінальної групи В | 75 000  |
| 11 липня 1982  | Італія — ФРН     | 3:1     | Фінал                     | 90 000  |

### Фінали єврокубків
На «Сантьяго Бернабеу» пройшло три фінали Кубку європейських чемпіонів, а у 2010 році відбувся фінал Ліги чемпіонів УЄФА. На цій арені пройшло також і два фінальних матчі Кубку УЄФА, ще за тих часів, коли фінали складалися з двох матчів і проходили на полях суперників. У 1985 році «Реал» після перемоги в Угорщині над «Відеотоном» (3:0), дозволив собі програти вдома — 0:1, але все-одно виграв кубок. А наступного року вже у першому матчі на рідному стадіоні забезпечив собі перемогу у турнірі — 5:1, другий матч у Німеччині закінчився з рахунком 2:0 на користь «Кельну».
| Дата           | Матч                                      | Рахунок | Раунд                                   | Глядачі |
| -------------- | ----------------------------------------- | ------- | --------------------------------------- | ------- |
| 30 травня 1957 | «Реал» Мадрид — «Фіорентина» Флоренція    | 2:0     | Кубок європейських чемпіонів 1956/57    | 120 000 |
| 28 травня 1969 | «Мілан» — «Аякс» Амстердам                | 4:1     | Кубок європейських чемпіонів 1968/69    | 50 000  |
| 28 травня 1980 | «Ноттінгем Форест» — «Гамбург»            | 1:0     | Кубок європейських чемпіонів 1979/80    | 50 000  |
| 22 травня 1985 | «Реал» Мадрид — «Відеотон»                | 0:1     | Кубок УЄФА 1984/85. Фінал (другий матч) | 90 000  |
| 30 квітня 1986 | «Реал» Мадрид — «Кельн»                   | 5:1     | Кубок УЄФА 1985/86. Фінал (перший матч) | 85 000  |
| 22 травня 2010 | «Інтернаціонале» Мілан — «Баварія» Мюнхен | 2:0     | Ліга чемпіонів 2009/10                  | 73 170  |

### Матчі за участю українських команд
З українських клубів на «Сантьяго Бернабеу» грали київське «Динамо» та одеський «Чорноморець», але виграти змогли тільки динамівці і лише на товариському турнірі на честь Сантьяго Бернабеу у 1986 році, коли поразок зазнали спочатку бельгійський «Андерлехт» (1:0), а потім і господарі, мадридський «Реал» — 3:2. В офіційних же матчах у рамках Ліги чемпіонів «Динамо» лише двічі зіграло внічию з «Реалом», але тільки у 1999 році ця нічия дозволила українцям пройти далі по турніру.
| Дата            | Матч                                 | Рахунок | Раунд                                                           | Глядачі |
| --------------- | ------------------------------------ | ------- | --------------------------------------------------------------- | ------- |
| 21 березня 1973 | «Реал» Мадрид — «Динамо» Київ        | 3:0     | Кубок європейських чемпіонів 1972/73. 1/4 фіналу (другий матч). | 110 000 |
| 23 жовтня 1985  | «Реал» Мадрид — «Чорноморець» Одеса  | 2:1     | Кубок УЄФА 1985/86. 1/16 фіналу (перший матч).                  | 75 000  |
| 26 серпня 1986  | «Динамо» Київ — «Андерлехт» Брюссель | 1:0     | Кубок Сантьяго Бернабеу. 1/2 фіналу.                            |         |
| 27 серпня 1986  | «Динамо» Київ — «Реал» Мадрид        | 3:2     | Кубок Сантьяго Бернабеу. Фінал.                                 |         |
| 3 березня 1999  | «Реал» Мадрид — «Динамо» Київ        | 1:1     | Ліга чемпіонів УЄФА 1998/99. 1/4 фіналу (перший матч).          |         |
| 14 березня 2000 | «Реал» Мадрид — «Динамо» Київ        | 2:2     | Ліга чемпіонів УЄФА 1999/2000. Другий груповий етап.            |         |
| 19 жовтня 2004  | «Реал» Мадрид — «Динамо» Київ        | 1:0     | Ліга чемпіонів УЄФА 2004/05. Груповий етап.                     |         |
| 26 вересня 2006 | «Реал» Мадрид — «Динамо» Київ        | 5:1     | Ліга чемпіонів УЄФА 2006/07. Груповий етап.                     | 79 497  |